# Mas de Can Jombi
Can Jombi és una masia a poc menys de 2 km de la vila de Sant Joan de les Abadesses (al Ripollès) inclosa a l'Inventari del Patrimoni Arquitectònic de Catalunya.

## Arquitectura
La casa és d'estructura agrupada i està formada per cinc cossos, units entre ells, tots de dues plantes i repartits entre habitacles, corts i pallisses. Aquesta configuració del conjunt del mas reafirma que la casa de Can Jombi fou construïda en diferents èpoques, segons les necessitats del moment. Tres del cinc edificis són gairebé idèntics: de planta amb teulada a dues vessants. Dos són enllaçats lateralment i un tercer que és unit per la part posterior. Dues construccions més petites i de teulat només a una vessant, també unides al cos principal de la casa, acaben de configurar l'estructura de Can Jombi. Les obertures són minúscules i en algun edifici quasi inexistents malgrat un balcó damunt de l'era de batre i és molt posterior a la construcció de la resta del mas.

## Història
No tenim gaires dades històriques referents a aquest mas. Això fa suposar és de construcciío relativament recent i al no ésser una casa notable del terme de Sant Joan de les Abadesses no ve citada moltes vegades en els registres parroquials:  segons el costum de l'època moltes masies humils les registraven amb el nom de barraques amagant així el seu nom verdader. Això dificulta més la investigació referent a una casa, masia, etc. La primer dada que hem trobat de Can Jombi és de l'any 1848, en un llibre parroquial, on especifica que s'hi estava un tal Antoni Colomer. L'any 1924 hi vivia un tal Esteve Vilalta i actualment és habitat per Joan Plana amb la família.